# Sabinskorna
Sabinskorna (franska: Les Sabines) eller Sabinskornas ingripande (L'Intervention des Sabines) är en oljemålning av den franske konstnären Jacques-Louis David. 
Målningen skildrar en episod ur Roms tidiga historia. Romulus, som enligt legenden grundade staden år 753 f.Kr., ville utöka stadens invånartal och bjöd därför in de närboende sabinerna på fest. Under festligheterna övermannades plötsligt sabinerna och alla giftasvuxna kvinnor rövades bort. Händelsen benämns sabinskornas bortrövande och är ett vanligt motiv i den västerländska konsten, till exempel hos Nicolas Poussin. Davids målning skildrar det efterföljande slaget vid Lacus Curtius mellan sabinerna under kung Titus Tatius (avbildad till vänster) och romarna under Romulus (till höger). Striden avbröts efter de sabinska kvinnornas modiga ingripande. 
David har låtit ljuset falla på Hersilia, Titus Tatius dotter och Romulus hustru. Vid åsynen av sin fru och deras barn hejdar Romulus sig från att kasta spjutet mot Titus och istället beordrar han att striden ska upphöra. Så småningom förenades de både folken i fred.
Under 1700-talets sista decennier skapade David några av den nyklassicismen främsta konstverk. Typiska ämnen var svåra eller olösliga moraliska konflikter. David var politiskt verksam som jakobin och stödde den franska revolutionen. Men efter Maximilien de Robespierres avrättning och skräckväldets slut 1794 fängslades han. Det var under fångenskapen i Palais du Luxembourg som han började skissa på Sabinskorna för första gången. Det tog honom fyra år att färdigställa målningen. Då hade Napoleon benådat honom och senare kom han att bli dennes propaganda- och hovmålare.